# Método de Hoffmann
Método de Hoffmann é a reação de obtenção de aminas por meio da reação de  substituição de haletos orgânicos com amônia (NH3).

## Exemplo
- Reação com cloroetano, que resulta em etilamina (amina)

H3C — CH2 — Cl  +  H—NH2  →  H3C — CH2 — NH2  +  HCl